# Frieda (Peanuts)
Frieda je fiktivni lik iz stripa Peanuts Charlesa M. Schulza.
U stripu se prvi put pojavila 6. ožujka 1961.